# LPO-50

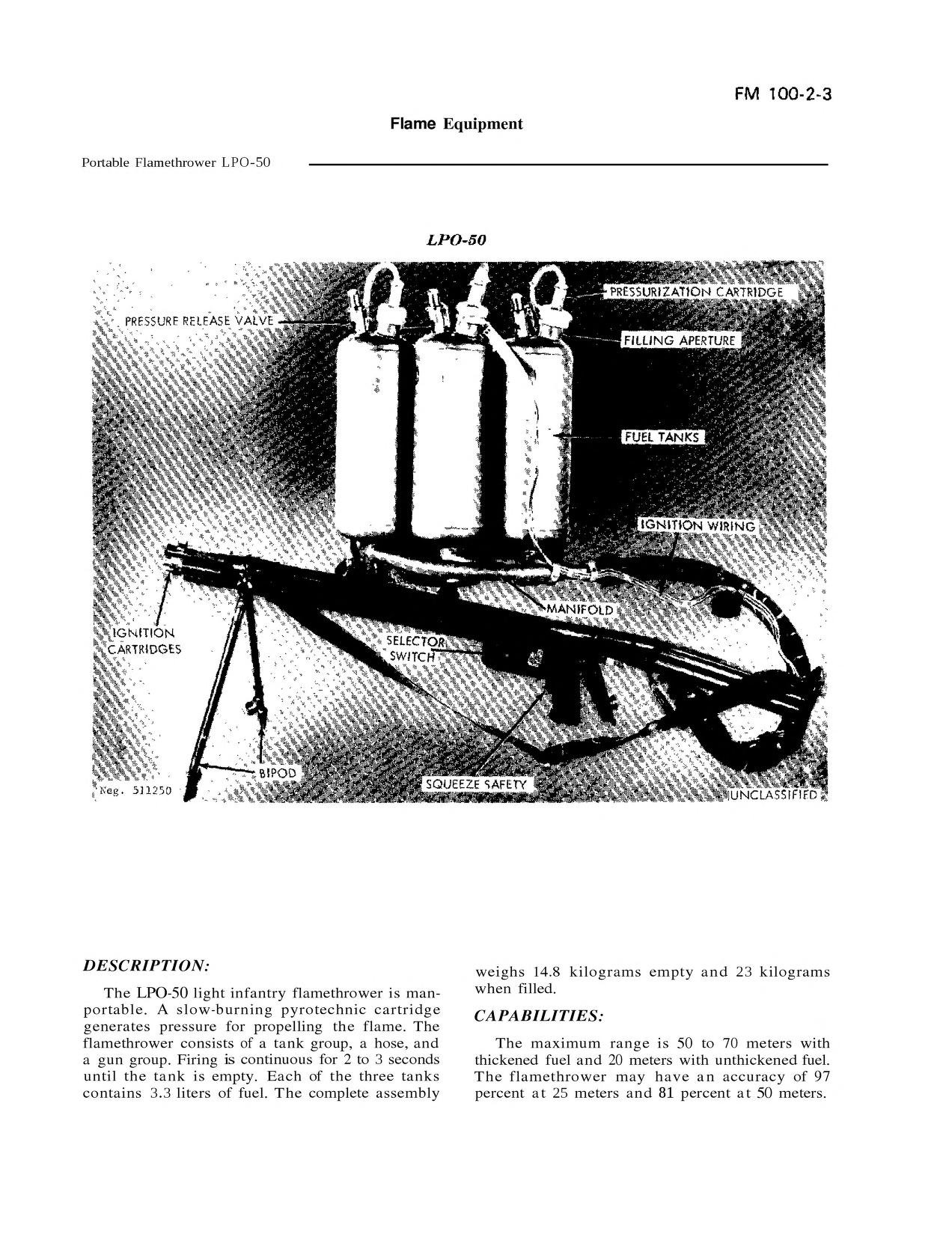
Súng phun lửa LPO-50

LPO-50 là một loại súng phun lửa do Liên Xô chế tạo từ những năm 1950.

## Sơ nét
Được đưa vào sử dụng từ năm 1953 để thay thế các súng phun lửa ROKS-1/2 từ Thế chiến thứ hai, LPO-50 nằm trong biên chế đến tận những năm 1980. Súng được thiết kế nhẹ, thùng chứa có 3 xi lanh đứng và có giá 2 chân ở đầu nòng phun, nòng phun có 3 lỗ phóng. 

## Cấu tạo
Súng gồm 10 bộ phận chính: 
1. Van an toàn 
2. Buồng thuốc cháy 
3. Bình chứa hỗn hợp cháy 
4. Ống dẫn 
5. Van một chiều 
6. Thiết bị đốt 
7. Khoá chuyển vị 
8. Nút điều khiển
9. Khoá an toàn
10. Ắc quy.

## Nguyên lý hoạt động
LPO-50 sử dụng nhiên liệu là khí gas trong khi đa số các loại súng phun lửa của phương Tây dùng loại đạn mồi lửa đặc biệt để phóng hỗn hợp nhiên liệu cháy đặc trong bình. Để bắt đầu phun lửa, xạ thủ điều chỉnh khoá an toàn sang vị trí phun lửa và kéo cò. Dòng điện từ ắc quy đi vào trong bình chứa nhằm kích hoạt thuốc cháy đi qua van một chiều để đốt cháy nhiên liệu trong bình chứa tạo hỗn hợp cháy và đẩy hỗn hợp cháy này phun ra từ nòng súng đến mục tiêu. Hỗn hợp cháy trong một bình chứa cháy với tốc độ từ 1,5-2 giây. Do đó, thời lượng của mỗi loạt phóng là 2-3 giây. Khi thực hiện loạt phóng tiếp theo, thuốc cháy của bình chứa kế tiếp được kích hoạt. Do đó, số loạt phóng của súng phun lửa là ba loạt, sau đó súng phun lửa được nạp lại nhiên liệu.

## Thông số kỹ thuật
- Khối lượng bình rỗng: 14,8 kg
- Khối lượng bình đầy: 23 kg
- Khối lượng bộ phận phóng : 3,2 kg
- Chiều dài nòng: 968mm
- Tổng thể tích bình: 10,2 lít
- Thể tích phần bình nhiên liệu: 3,4 lít
- Tầm phóng tối đa: 70m
- Tầm phóng hiệu quả: 40-50m
- Tốc độ: 3 loạt phóng/5-7 giây
- Tổng số loạt phóng:  3

## Biến thể
LPO-50 được Quân giải phóng Nhân dân Trung Quốc sản xuất với phiên bản nội địa tên Type-58. 1984, LPO-50 được Quân đội Xô Viết thay thế bằng súng phóng lựu phóng đạn cháy RPO Shmel.

## Các quốc gia sử dụng
- Liên Xô
- Trung Quốc
- Việt Nam